# La coppia della porta accanto
La coppia della porta accanto (The Couple Next Door) è una serie televisiva britannica diretta da Dries Vos e scritta da David Allison. Basata sulla serie olandese Nieuwe Buren, vede come protagonisti Eleanor Tomlinson, Sam Heughan, Alfred Enoch e Jessica De Gouw.

## Trama
Evie lavora come maestra in un asilo religioso, il marito Pete è un giornalista. Quando si trasferiscono in un tranquillo sobborgo del Regno Unito, i due fanno conoscenza dei nuovi vicini, l'istruttrice di yoga Becka e il poliziotto Danny, una coppia non monogama che rifiuta le regole della società. Evie trova conforto nei suoi vicini, cambia stile di vita, e finisce per coinvolgere anche il reticente Pete.

## Episodi
| Stagione         | Episodi | Prima TV UK | Prima TV Italia |
| ---------------- | ------- | ----------- | --------------- |
| Prima stagione   | 6       | 2023        | 2024            |
| Seconda stagione | 6       | 2025        | inedita         |

## Personaggi e interpreti

### Principali
- Danny Whitwell, interpretato da Sam Heughan, doppiato da Stefano Crescentini.
Agente di polizia della stradale e marito di Becka.
- Evie Greenwood, interpretata da Eleanor Tomlinson, doppiata da Elena Perino.
Insegnante in un asilo e fidanzata di Pete incinta del loro primo figlio.
- Becka Whitwell, interpretata da Jessica De Gouw, doppiata da Domitilla D'Amico.
Istruttrice di yoga e moglie di Danny.
- Pete Thomas, interpretato da Alfred Enoch, doppiato da Emanuele Ruzza.
Giornalista e fidanzato di Evie.
- Alan Richardson, interpretato da Hugh Dennis.
Contabile e vicino di casa dei Whitwell che spia Becka dalla finestra con un cannocchiale ed è ossessionato da lei.

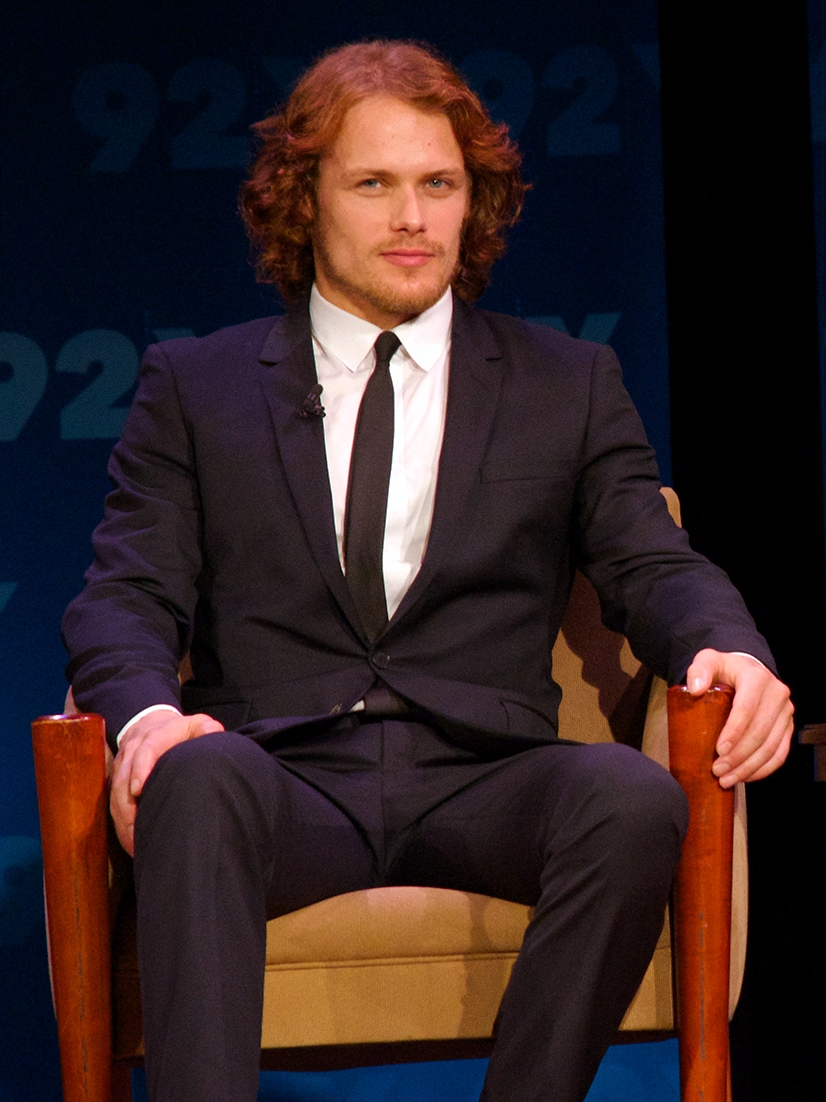
Sam Heughan
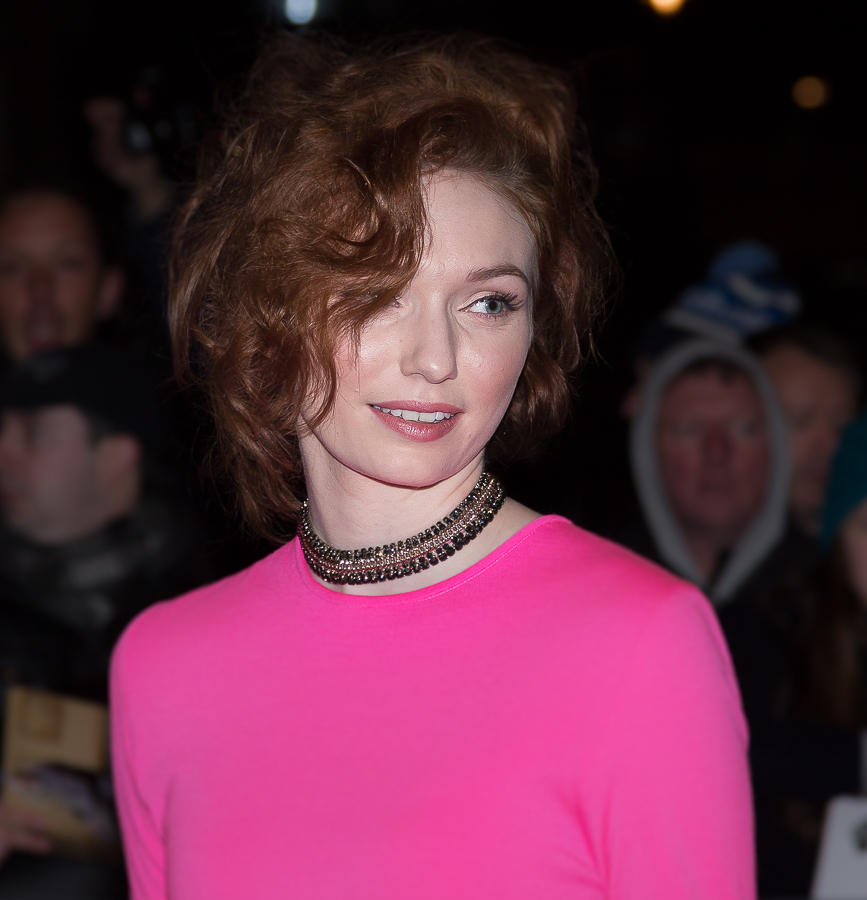
Eleanor Tomlinson
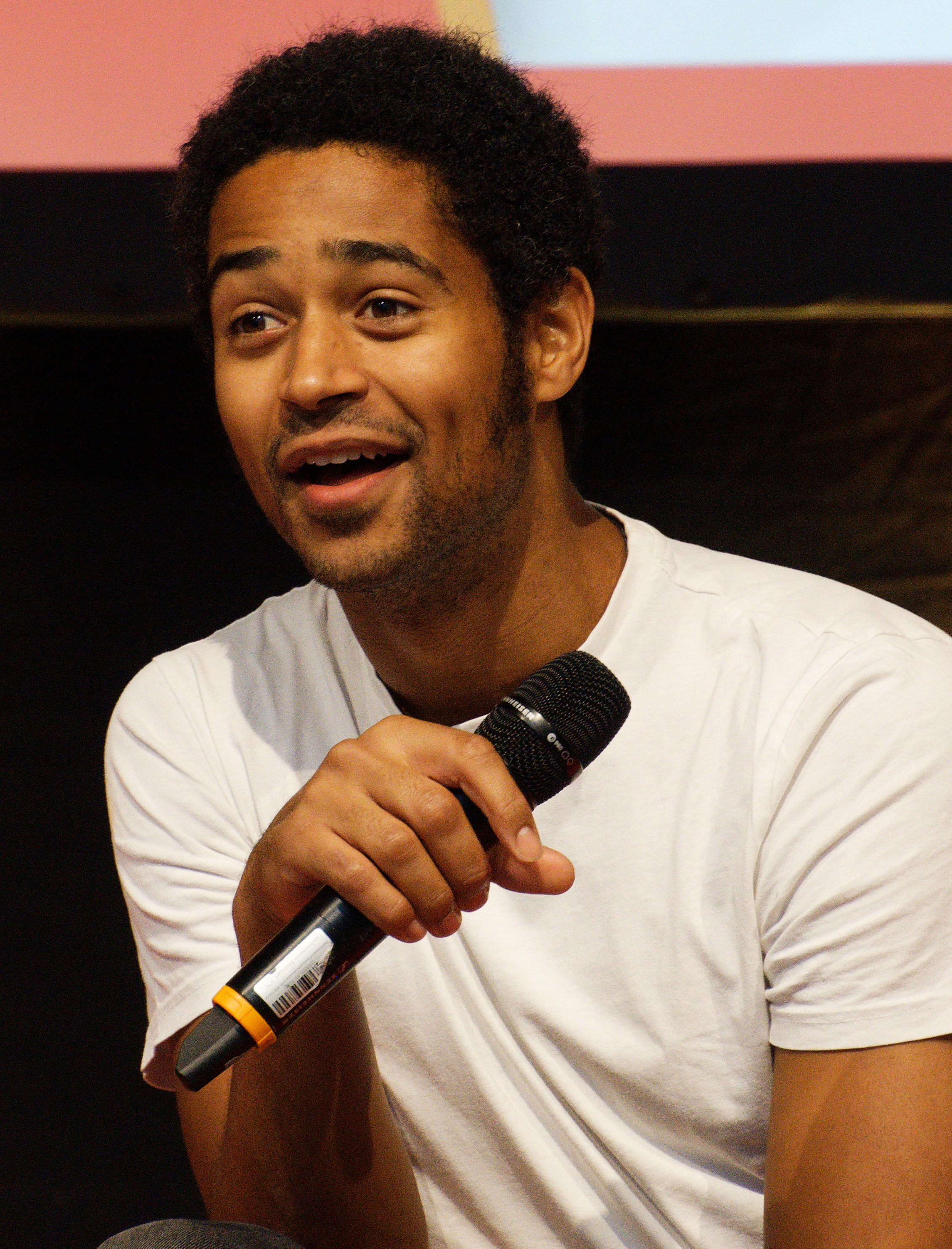
Alfred Enoch
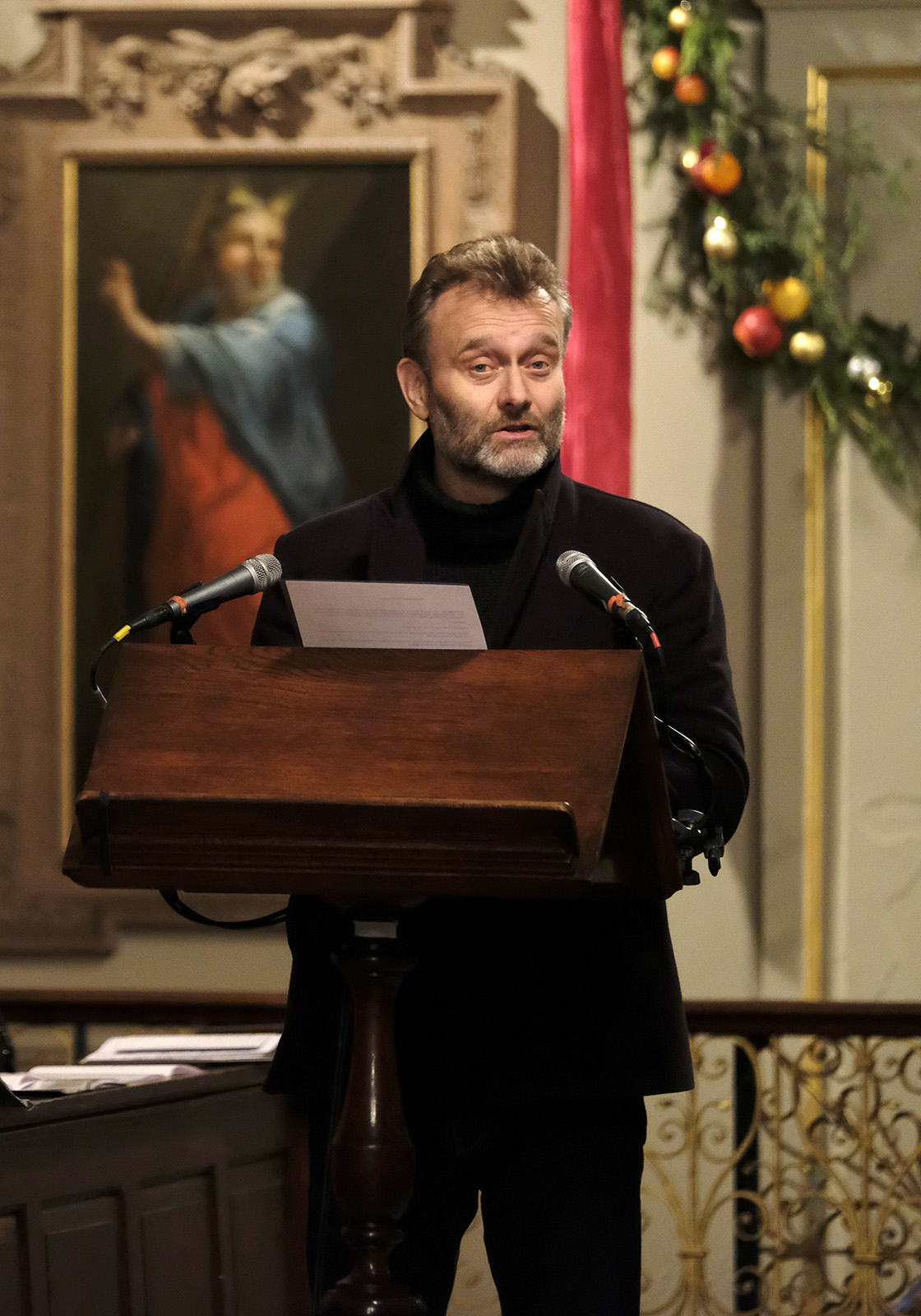
Hugh Dennis

### Ricorrenti
- Jean Richardson, interpretata da Kate Robbins, doppiata da Emilia Costa.
Moglie di Alan che è all'oscuro dell'ossessione del marito.
- Lena, interpretata da Deirdre Mullins.
Madre single del figlio di Danny nato da una breve relazione che ha avuto prima di conoscere Becka.
- Gary Hudson, interpretato da Joel Morris.
Collega di Danny sul lavoro.
- Sophie Foxton, interpretata da Ioanna Kimbook, doppiata da Joy Saltarelli.
Collega di Pete e cronista, è bisessuale.
- Gloria, interpretata da Janine Duvitski, doppiata da Graziella Polesinanti.
Eccentrica vicina di casa dei Richardson.
- Rachel Greenwood, interpretata da Katie Clarkson-Hill.
Sorella minore di Evie.
- Brian Greenwood, interpretato da Andrew Woodall, doppiato da Luca Biagini.
Padre di Evie e Rachel.
- Susan Greenwood, interpretata da Anastasia Hille.
Madre di Evie e Rachel.

## Produzione
La coppia della porta accanto è basata sulla serie olandese Nieuwe Buren, con Dries Vos come regista e David Allison come sceneggiatore. La serie è prodotta da Jen Burnet per Eagle Eye Drama e vede Jo McGrath, Walter Iuzzolino e Alison Kee come produttori esecutivi.
Nel novembre 2024 Channel 4 ha rinnovato la serie per una seconda stagione.

### Casting
Nel marzo 2023 è stato annunciato che Eleanor Tomlinson, Sam Heughan, Alfred Enoch e Jessica De Gouw erano stati scelti per interpretare i protagonisti.
Nel novembre 2024 è stato svelato il nuovo cast per la seconda stagione: Sam Palladio, Annabel Scholey, Aggy K. Adams e Sendhil Ramamurthy, insieme al ritorno di Hugh Dennis.

### Riprese
La lavorazione è iniziata nel marzo 2023 a Leeds, Belgio e Paesi Bassi. Nel mese seguente si sono svolte a Baildon.

## Distribuzione
La serie è stata resa disponibile sul servizio on demand di Channel 4 nel Regno Unito il 27 novembre 2023 e su Starz negli Stati Uniti e in Canada. È stata pubblicata sulla piattaforma streaming di Lionsgate+ in Brasile e America Latina. In Italia è andata in onda il 5 e 6 giugno 2024 su Rai 2.
La seconda stagione è trasmessa dal 14 luglio 2025 su Channel 4.

## Accoglienza

### Critica
La prima stagione della serie ha ricevuto recensioni miste dalla critica. Rotten Tomatoes riporta il 38% delle recensioni professionali positive basato su 13 critiche.
Anita Singh del The Daily Telegraph l'ha descritta «assurda, incredibile e tiene incollati allo schermo». Lucy Mangan del The Guardian ha assegnato alla miniserie quattro stelle su cinque e ha apprezzato la sceneggiatura la quale aiuta ad essere «sexy anziché complessa». Carol Midgely del The Times ha trovato la miniserie «convenzionale».